# Colômbia nos Jogos Sul-Americanos
A Colômbia é um dos países que não participaram continuamente dos Jogos Sul-Americanos, estando ausente em três de suas edições. Sua primeira participação ocorreu nos Jogos de Rosário (1982). A nação tem crescido muito no cenário desportivo, o que reflete em suas ótimas campanhas recentes.
O país é representado nos Jogos Sul-Americanos pelo Comitê Olímpico Colombiano. Foi o anfitrião do evento em Medellín-2010.

## Delegação
Nos Jogos Sul-Americanos de 2014, a Colômbia se fez presente com 403 atletas (não superando a marca até então histórica da delegação presente quatro anos antes). Em Cochabamba-2018, foram 461 desportistas representar o país. 

## Questão dos Jogos de 2002
A Colômbia era a sede original do evento para 2002. Entretanto, o país vivia um clima de incertezas, vinda do estado de violência existente entre as Guerrilhas e o seu Governo. Com este cenário, as delegações de Bolívia, Chile, Paraguai e Venezuela ameaçaram não se fazerem presentes aos Jogos, caso a sede fosse mantida em solo colombiano.
Com isso, um ano antes a ODESUR mudou a sede para o Brasil e, em sinal de protesto, os colombianos não se fizeram presentes aos Jogos Sul-Americanos de 2002.

## Quadro de medalhas
Segue-se, abaixo, o histórico da Colômbia nos Jogos Sul-Americanos.
| Ano   | Nação     | Cidade       | Posição | Ouro | Prata | Bronze | Total |
| 1978  | Bolívia   | La Paz       | -       | -    | -     | -      | -     |
| 1982  | Argentina | Rosario      | 8/10    | 6    | 2     | 6      | 14    |
| 1986  | Chile     | Santiago     | 10/10   | 0    | 1     | 0      | 1     |
| 1990  | Peru      | Lima         | -       | -    | -     | -      | -     |
| 1994  | Venezuela | Valencia     | 3/14    | 35   | 50    | 27     | 112   |
| 1998  | Equador   | Cuenca       | 2/14    | 74   | 51    | 54     | 179   |
| 2002  | Brasil    | Brasil       | -       | -    | -     | -      | -     |
| 2006  | Argentina | Buenos Aires | 3/15    | 97   | 72    | 79     | 248   |
| 2010  | Colômbia  | Medellín     | 1/15    | 145  | 125   | 104    | 374   |
| 2014  | Chile     | Santiago     | 2/14    | 53   | 49    | 64     | 166   |
| 2018  | Bolívia   | Cochabamba   | 1/14    | 94   | 74    | 71     | 239   |
| 2022  | Paraguai  | Assunção     |         |      |       |        |       |
| Total | Total     |              |         | 504  | 424   | 405    | 1333  |

## Desempenho
O título obtido nos Jogos de 2010 conferiu não apenas a melhor campanha da Colômbia na história deste evento, como também os recordes no total de pódios e nas medalhas de ouro conquistadas. O bi-campeonato conquistado em 2018 (que registrou a segunda melhor campanha colombiana sem ser a sede do evento, apenas atrás de Buenos Aires-2006 neste sentido), além do vice-campeonato nos Jogos de 1998 e de 2014, também merecem grande destaque.
Seu pior desempenho foi em Santiago-1986, quando ficou em último lugar (com uma medalha de prata).